# Theo Eckardt
Theo Eckardt (* 16. Oktober 1910 in Treuchtlingen; † 20. Januar 1977 in Berlin) war ein deutscher Botaniker.

## Leben
Der Sohn eines Oberpostmeisters wurde auf Schulen in Weißenburg in Bayern sowie Nürnberg vorgebildet. 1930 bestand er sein Abitur und studierte an den Universitäten München und Halle die Naturwissenschaften, besonders Botanik. Am botanischen Institut Halle wurde er 1935 als wissenschaftlicher Assistent angestellt und 1937 mit der Dissertation Untersuchungen über Morphologie, Entwicklungsgeschichte und systematische Bedeutung des pseudomonomeren Gynäzeums. summa cum laude zum Doktor der Naturwissenschaften promoviert. Anschließend fungierte er als außerplanmäßiger, seit 1939 schließlich als planmäßiger Assistent. Seit 1933 war er Mitglied der SA, am 21. Juni 1937 beantragte er die Aufnahme in die NSDAP und wurde rückwirkend zum 1. Mai desselben Jahres aufgenommen (Mitgliedsnummer 5.068.988).
Nachdem Eckardt 1939 seine Prüfung zum höheren Lehramt bestanden hatte, habilitierte er sich im Folgejahr in Halle und wurde als Dozent angestellt. 1940 wurde er auch in eine Artillerieeinheit einbezogen, wo er bald zum Leutnant aufstieg. Im Mai 1944 geriet er in sowjetische Kriegsgefangenschaft, trat im Juli 1944 in den Bund Deutscher Offiziere im Rahmen des NKFD ein. Nach dessen Auflösung war er Mitglied der Antifaschistischen Vereinigung Deutscher Kriegsgefangener und unterrichtete an einer Antifa-Schule.
Später wurde er Lehrer, 1949 schließlich kehrte er nach Deutschland zurück. In diesem Jahr wurde er zum Biologie-Dozenten in Halle ernannt.
1950 wurde Eckardt Professor mit Lehrauftrag an der Universität Potsdam. Zwei Jahre später erhielt er den vollen Lehrauftrag. In den 1950er bis 1970er Jahren erforschte er die Anatomie von Spezies der Gattung Microtea. 1955 wechselte er als außerplanmäßiger Professor an die Freie Universität Berlin. Zum ordentlichen Professor 1959 ernannt, bekleidete er seit 1964 das Amt des Direktors des Botanischen Gartens, seit 1971 auch das Amt des Leiters des Botanischen Museums. In seinen letzten Lebensmonaten legte er den Arbeitsschwerpunkt verstärkt in die morphologischen Probleme von Ruscus hypophyllum und Semele androgyna.

## Publikationen (Auswahl)
- (hrsg. mit Wilhelm Troll): Die Vegetationsverhältnisse der Gipsberge im Kyffhäuser und im südlichen Harzvorland. Ein Beitrag zur Steppenheidefrage, Abhandlungen der Botanischen Vereinigung Mitteldeutschlands,  Band 2 1939, Halle a. d. Saale und Berlin, Buchdruckerei des Waisenhauses 1939[6]